# Live at the Marquee
Live at the Marquee는 프로그레시브 메탈밴드 드림 시어터의 첫 라이브EP 앨범으로 런던 마키 클럽에서 녹음되었다.